# Pteropus cognatus
Pteropus cognatus is een vleermuis uit het geslacht Pteropus die voorkomt op de eilanden San Cristobal en Uki Ni Masi in de zuidelijke Salomonseilanden. P. cognatus is lange tijd als een ondersoort van P. rayneri beschouwd, maar is in feite nauwer verwant aan P. rennelli. Van deze soort zijn slechts zes exemplaren bekend, vijf uit San Cristobal en een uit Uki Ni Masi. Deze soort is, in tegenstelling tot P. rayneri, waarschijnlijk solitair.
P. cognatus is een middelgrote, bruine vleerhond. De schouders zijn goudkleurig. Ook op de buik zitten wat gouden haren. De kop-romplengte bedraagt 180 mm, de voorarmlengte 121,5 tot 129,2 mm, de tibialengte 61,3 mm, de oorlengte 21,9 tot 22,2 mm en het gewicht 300 tot 305 g (gebaseerd op twee en voor sommige maten één dier(en) uit San Cristobal).